# Jižní provincie (Uganda)
Jižní provincie (anglicky Southern province) byla v letech 1976 – 1989 jednou z deseti provincií Ugandy. Provincie vznikla z jižní části bývalé Západní oblasti, a její území zahrnovalo zrušené království Ankole a bývalý distrikt Kigezi. Centrem provincie bylo město Mbarara. Na západě provincie sousedila se Zairem (dnešní Demokratická republika Kongo), na severu se  Západní provincií, na východě s provincií Jižní Buganda, na jihu pak se  Rwandou a Tanzanií. Roku 1989 byla provincie zrušena a její území znovu začleněno do obnovené Západní oblasti.